# Martin Tröndle
Martin A. Tröndle (* 11. Mai 1971 in Schwenningen) ist ein deutscher Kulturwissenschaftler und Kultursoziologe, der sich insbesondere mit zeitgemäßen Formen der Vermittlung Klassischer Musik befasst.
Seit 2015 ist Tröndle Inhaber des „Würth Chair of Cultural Production“ an der Zeppelin Universität in Friedrichshafen. Er beschäftigt sich mit verschiedenen, um die Produktion und Rezeption von Kunst und Kultur zentrierten Themenfeldern, wie dem Management von Kulturorganisationen, Themen der Kulturpolitik und Kulturförderung sowie den Besuchern von Kulturorganisationen.

## Leben
Nach seinem Abitur studierte Tröndle kurzzeitig an der Musikhochschule Trossingen, von der er an die Hochschule für Musik und Theater Bern wechselte. Hier studierte er bei Stephan Schmidt, wo er 1997 ein Musikdiplom erwarb. Anschließend studierte er Kulturwissenschaften und Kulturmanagement an der Pädagogischen Hochschule Ludwigsburg bei Werner Heinrichs und Armin Klein. 2005 promovierte er dort zum Thema „Integriertes Kulturmanagement“ mit summa cum laude.
Er arbeitete zunächst für den Südwestrundfunk und war Gründungsmanager (1999–2002) der Biennale Bern 2001. 2006 war er vorübergehend Fachbereichsleiter am Nordkolleg Rendsburg sowie im Anschluss 2007 bis 2008 Referent am Niedersächsischen Ministerium für Wissenschaft und Kultur.
Von 2004 bis 2016 war Tröndle zudem als Dozent am Studienzentrum Kulturmanagement der Universität Basel tätig. In den Jahren 2008 und 2009 war er Post-Doc-Stipendiat im Programm „art, science & business“ der Akademie Schloss Solitude. Mit Hilfe des Fellowship „Exzellenz in der Lehre“ des Stifterverbandes für die Deutsche Wissenschaft und der Baden-Württemberg Stiftung konnte Tröndle Aufenthalte als Visiting Professor an zahlreichen internationalen Hochschulen, wie der School of the Art Institute of Chicago, HEC Montreal, Massachusetts Institute of Technology, Ohio State University, New York University, University of Warwick sowie am Goldsmiths College London wahrnehmen.
Für die Alfred Toepfer Stiftung, Hamburg leitet er seit 2008 Concerto21, ein Meisterkurs für Musiker, Musikmanager und Festivalmacher. Von 2008 bis 2016 leitete Tröndle das Schweizerische Nationalfonds-Forschungsprojekt „eMotion – mapping museum experience“ sowie seit 2018 das durch die Volkswagenstiftung geförderte Forschungsprojekt „ECR – Experimental Concert Research“.
2009 folgte Tröndles Berufung an die private Zeppelin Universität in Friedrichshafen.
Gemeinsam mit Steffen Höhne ist Tröndle Editor-in-Chief der begutachteten „Zeitschrift für Kulturmanagement: Kunst, Politik, Wirtschaft und Gesellschaft“.

## Forschungsschwerpunkte
Tröndle befasst sich mit diversen Aspekten der Produktion und Rezeption von Kunst und Kultur. Seine Forschungsarbeiten zeichnen sich durch ihren interdisziplinären Charakter aus, bei denen oft sowohl interpretierende als auch korrelierende Methoden zum Einsatz kommen und vielfach anhand realer Problemstellungen miteinander kombiniert werden.

### Besucherforschung, Kunstwahrnehmung und die Wirkung von Präsenzformaten
Im Rahmen des Projektes „eMotion – mapping museum experience“ wurde wissenschaftliche und künstlerische Forschung kombiniert, um Fragen zur Kunstwahrnehmung detailliert untersuchen und mehrere bisher nicht getestete Theorien und Annahmen aus Kultursoziologie und Kunstpsychologie empirisch prüfen. Das Projekt ist im Bereich der angewandten Grundlagenforschung angesiedelt. Das Forscherteam konnte erstmals eine deutliche Korrelation von Physiologie und Phänomenologie nachweisen. Die entstandenen Publikationen wurden mehrfach ausgezeichnet und breit in den Medien besprochen.
Seit Juni 2018 leitet Tröndle das Forschungsprojekt „ECR – Experimental Concert Research“, das unter anderem von der Volkswagenstiftung gefördert wird. Ähnlich wie bei dem Forschungsprojekt „eMotion“ versucht ein internationales Team aus Forschern, Programmierern und Künstlern herauszufinden was es heißt, ein „Konzert zu erleben“. Auch hier kommen verschiedene Forschungsmethoden zur Anwendung und werden miteinander kombiniert (z. B. physiologische Messungen, Messung der Bewegungsenergie oder der Gesichtsmuskelaktivität der Konzertbesucher). So werden in einer Reihe von mehreren Konzerten experimentell unterschiedliche Hypothesen zum Erleben klassischer Musik getestet.
Ein kulturwissenschaftlich, nicht datengetriebener Ansatz verfolgen die beiden Herausgeberbände „Das Konzert“ und „Das Konzert II“ mit denen Tröndle, analog zu den „museums studies“, für die Etablierung der „concert studies“ wirbt. Im Zentrum beider Bände steht die Frage nach der Zukunft des klassischen Konzerts, die von den Autoren aus musik-, theater- und kulturwissenschaftlicher aber auch akustischer, architektonischer, soziologischer, historischer und ökonomischer Perspektive diskutiert wird.

### Nicht-Besucher
Die bisher in der Forschung wenig beachtete Gruppe der „Nicht-Besucher“ steht im Mittelpunkt des Bandes „Nicht-Besucherforschung: Audience Development für Kulturorganisationen“. Mit mehr als 1200 statistisch Befragten und circa 60 Interviewten Nicht-Besuchern entwickelt der von Tröndle herausgegebene Band einen detaillierten Blick auf die Motivationen und Präferenzen von Nicht-Besuchen. Aufbauend auf den quantitativen und qualitativ-experimentellen Befunden stellt der Band insbesondere das Konzept der „Nähe“ zur Beleuchtung unterschiedlicher Besuchsdimensionen vor.

### Kulturpolitik und der Kulturförderung
Die Kulturproduktion als auch die Präsentation wird institutionell und politisch gerahmt. In verschiedenen Arbeiten beleuchtet Tröndle diese Aspekte.
Die „Anthologie Kulturpolitik“ (gemeinsam mit Claudia Steigerwald) spannt einen Bogen über 220 Jahre Ideengeschichte von Kulturpolitiken. In acht Kapiteln finden sich Beiträge zu Kulturpolitik und Kulturpolitikforschung aus und zu verschiedenen Nationen, aber auch zu supranationalen Einrichtungen wie der Europäischen Union und der UNESCO. Im Zentrum steht die Frage nach den Motivationen und Legitimationen staatlicher Kulturförderung.
Eine diskurspolitische Analyse stellt „Cultural Policy Discourses in the Media“ dar. Der Beitrag analysiert die kulturpolitischen Positionen und Legitimationen zur Kulturfinanzierung der Akteure im Bereich der klassischen Musik.

### Organisationstheoretische Arbeiten
Der Band „Die Kulturkonzeption“ entwickelt aus einer multimethodischen, dichten Beschreibung der mittelalterlich geprägten Stadt Ravensburg eine kulturwissenschaftlich fundierte, regionale Kulturtheorie für politische Entscheidungsträger. Die Kulturkonzeption, die eher bottom-up orientiert ist, stellt damit eine Alternative zur top-down Orientierung der Kulturentwicklungsplanung dar.
Die Frage nach dem Management von Kulturorganisationen finden ihren Niederschlag in den organisationstheoretischen Arbeiten von Tröndle. Im Mittelpunkt steht die Frage, was das Arbeiten in Kulturorganisationen auszeichnet. Wenn Kulturorganisationen für die Produktion ästhetischer Ereignisse zuständig sind, was bedeutet es eine Organisation zu „managen“, die ästhetische Ereignisse „produziert“?
Laut Tröndle stehen dann – weniger als in herkömmlichen Managementtheorien – Standardisierung, Wiederholbarkeit, Massenproduktion und Kostenreduzierung, als monetär Messbare Merkmale im Vordergrund. Vielmehr stünde die Einmaligkeit, die Überraschung oder das Schönheitsempfinden, also das ästhetische Erleben im Vordergrund. Wie aber, so seine zentrale Frage, müssten Kulturorganisationen organisiert sein, um das Unvorhergesehene, Einmalige und Überraschende zu produzieren? Seit 2006 sind verschiedene Schriften hierzu entstanden.
Organisationstheoretisch ist auch der Versuch, danach zu fragen, was Organisationstheoretiker von der Organisation der Künste lernen könnten. Diese Arbeiten lassen sich unter dem Titel Wirtschaftsästhetik subsumieren.

## Schriften (Auswahl)
- Entscheiden im Kulturbetrieb: Integriertes Kunst- und Kulturmanagement, Bern: h.e.p., Ott-Verlag, 2006, ISBN 3-7225-0041-9
- Das Konzert. Neue Aufführungskonzepte für eine klassische Form (Hrsg.), Bielefeld: transcript Verlag 2009, ISBN 978-3-8376-1617-0
- Kunstforschung als ästhetische Wissenschaft. Zur transdiziplinären Hybridisierung von Wissenschaft und Kunst (Hrsg., mit Julia Warmers), Bielefeld: transcript Verlag, 2012, ISBN 978-3-8376-1688-0
- Die Kulturkonzeption: Stadtentwicklung und Kulturpolitik am Beispiel der Stadt Ravensburg (Hrsg.), Wiesbaden: Springer VS, 2017, ISBN 978-3-658-16300-6
- Das Konzert II. Beiträge zum Forschungsfeld der Concert Studies (Hrsg.), Bielefeld: transcript Verlag 2018, ISBN 978-3-8376-4315-2
- Toward a practical theory of managing the arts. In: Constance DeVereaux (Hrsg.): Arts and Cultural Management: Sense and Sensibilities in the State of the Field. Oxon: Routledge, 2018, S. 247–266, mit Julian Stahl
- Anthologie Kulturpolitik. Einführende Beiträge zu Geschichte, Funktionen und Diskursen der Kulturpolitikforschung (Hrsg., mit Claudia Steigerwald), Bielefeld: transcript Verlag, 2019, ISBN 978-3-8376-3732-8
- Nicht-Besucherforschung. Audience Development für Kultureinrichtungen (Hrsg.), Wiesbaden: Springer VS, 2019, ISBN 978-3-658-25828-3